# Clockwork Angels Tour
Clockwork Angels Tour – trasa koncertowa kanadyjskiego trio progresywnego Rush promująca album Clockwork Angels. Amerykańska część trasy z 62 koncertami została zapowiedziana 18 kwietnia 2012 roku i rozpoczęła 7 września 2012 w Manchesterze w New Hampshire.
Europejska część trasy z 10 koncertami została zapowiedziana w maju 2012. Rozpoczęła się 22 maja 2013 w Manchesterze w Wielkiej Brytanii a zakończyła 10 czerwca w Helsinkach.

## Daty i miejsca koncertów
| Data                 | Miasto         | Kraj              | Obiekt                                       |
| -------------------- | -------------- | ----------------- | -------------------------------------------- |
| Ameryka Północna     |                |                   |                                              |
| 7 września 2012      | Manchester     | Stany Zjednoczone | Verizon Wireless Arena                       |
| 9 września 2012      | Bristow        | Stany Zjednoczone | Jiffy Lube Live                              |
| 11 września 2012     | Pittsburgh     | Stany Zjednoczone | Consol Energy Center                         |
| 13 września 2012     | Indianapolis   | Stany Zjednoczone | Conseco Fieldhouse                           |
| 15 września 2012     | Chicago        | Stany Zjednoczone | United Center                                |
| 18 września 2012     | Auburn Hills   | Stany Zjednoczone | The Palace of Auburn Hills                   |
| 20 września 2012     | Columbus       | Stany Zjednoczone | Nationwide Arena                             |
| 22 września 2012     | St. Louis      | Stany Zjednoczone | Scottrade Center                             |
| 24 września 2012     | Minneapolis    | Stany Zjednoczone | Target Center                                |
| 26 września 2012     | Winnipeg       | Canada            | MTS Centre                                   |
| 28 września 2012     | Saskatoon      | Canada            | Credit Union Centre                          |
| 30 września 2012     | Edmonton       | Canada            | Rexall Place                                 |
| 10 października 2012 | Bridgeport     | United States     | Webster Bank Arena                           |
| 12 października 2012 | Filadelfia     | United States     | Wells Fargo Center                           |
| 14 października 2012 | Toronto        | Kanada            | Air Canada Centre                            |
| 16 października 2012 | Toronto        | Kanada            | Air Canada Centre                            |
| 18 października 2012 | Montreal       | Kanada            | Bell Centre                                  |
| 20 października 2012 | Newark         | Stany Zjednoczone | Prudential Center                            |
| 22 października 2012 | New York City  | Stany Zjednoczone | Barclays Center                              |
| 24 października 2012 | Boston         | Stany Zjednoczone | TD Garden                                    |
| 26 października 2012 | Buffalo        | Stany Zjednoczone | HSBC Arena                                   |
| 28 października 2012 | Cleveland      | Stany Zjednoczone | Quicken Loans Arena                          |
| 30 października 2012 | Charlotte      | Stany Zjednoczone | Time Warner Cable Arena                      |
| 1 listopada 2012     | Alpharetta     | Stany Zjednoczone | Verizon Wireless Amphitheatre at Encore Park |
| 3 listopada 2012     | Tampa          | Stany Zjednoczone | 1-800-ASK-GARY Amphitheatre                  |
| 13 listopada 2012    | Seattle        | Stany Zjednoczone | KeyArena                                     |
| 15 listopada 2012    | San Jose       | Stany Zjednoczone | HP Pavilion at San Jose                      |
| 17 listopada 2012    | Anaheim        | Stany Zjednoczone | Honda Center                                 |
| 19 listopada 2012    | Los Angeles    | Stany Zjednoczone | Gibson Amphitheatre                          |
| 23 listopada 2012    | Las Vegas      | Stany Zjednoczone | MGM Grand Garden Arena                       |
| 25 listopada 2012    | Phoenix        | Stany Zjednoczone | US Airways Center                            |
| 28 listopada 2012    | Dallas         | Stany Zjednoczone | American Airlines Center                     |
| 30 listopada 2012    | San Antonio    | Stany Zjednoczone | AT&T Center                                  |
| 2 grudnia 2012       | Houston        | Stany Zjednoczone | Toyota Center                                |
| Europa               |                |                   |                                              |
| 22 maja 2013         | Manchester     | Anglia            | Manchester Arena                             |
| 24 maja 2013         | Londyn         | Anglia            | The O2 Arena                                 |
| 26 maja 2013         | Birmingham     | Anglia            | LG Arena                                     |
| 28 maja 2013         | Sheffield      | Anglia            | Sheffield Arena                              |
| 30 maja 2013         | Glasgow        | Szkocja           | Scottish Exhibition and Conference Centre    |
| 2 czerwca 2013       | Amsterdam      | Holandia          | Ziggo Dome                                   |
| 4 czerwca 2013       | Kolonia        | Niemcy            | Lanxess Arena                                |
| 6 czerwca 2013       | Berlin         | Niemcy            | O2 World                                     |
| 8 czerwca 2013       | Sölvesborg     | Szwecja           | Norje Havsbad                                |
| 10 czerwca 2013      | Helsinki       | Finlandia         | Hartwall Areena                              |
| Ameryka Północna     |                |                   |                                              |
| 21 czerwca 2013      | Hershey        | Stany Zjednoczone | Giant Center                                 |
| 23 czerwca 2013      | Wantagh        | Stany Zjednoczone | Nikon at Jones Beach Theater                 |
| 25 czerwca 2013      | Saratoga       | Stany Zjednoczone | Saratoga Performing Arts Center              |
| 28 czerwca 2013      | Chicago        | Stany Zjednoczone | First Midwest Bank Amphitheatre              |
| 30 czerwca 2013      | Grand Rapids   | Stany Zjednoczone | Van Andel Arena                              |
| 2 lipca 2013         | Cincinnati     | Stany Zjednoczone | Riverbend Music Center                       |
| 4 lipca 2013         | Milwaukee      | Stany Zjednoczone | Summerfest                                   |
| 6 lipca 2013         | Hamilton       | Kanada            | Copps Coliseum                               |
| 8 lipca 2013         | Ottawa         | Kanada            | Ottawa Bluesfest                             |
| 10 lipca 2013        | Quebec         | Kanada            | Quebec City Summer Festival                  |
| 12 lipca 2013        | Halifax        | Kanada            | Halifax Metro Centre                         |
| 14 lipca 2013        | Halifax        | Kanada            | Halifax Metro Centre                         |
| 24 lipca 2013        | Calgary        | Kanada            | Scotiabank Saddledome                        |
| 26 lipca 2013        | Vancouver      | Kanada            | Rogers Arena                                 |
| 28 lipca 2013        | Portland       | United States     | Sleep Country Amphitheater                   |
| 31 lipca 2013        | Salt Lake City | United States     | USANA Amphitheater                           |
| 2 sierpnia 2013      | Denver         | United States     | Pepsi Center                                 |
| 4 sierpnia 2013      | Kansas City    | United States     | Sprint Center                                |

## Setlista
- „Subdivisions”
- „The Big Money”
- „Force Ten”
- „Grand Designs”
- „The Body Electric”
- „Territories”
- „The Analog Kid”
- „Bravado”
- „Where's My Thing? (Part IV, "Gangster of Boats" Trilogy)”
- Drum Solo
- „Far Cry”

Przerwa
- „Caravan”
- „Clockwork Angels”
- „The Anarchist”
- „Carnies”
- „The Wreckers”
- „Headlong Flight”
- „Halo Effect”
- „Wish Them Well”
- „The Garden”
- „Manhattan Project”
- „Red Sector A”
- „YYZ”
- „Working Man”

Encore
- „Tom Sawyer”
- „The Spirit of Radio”